# Старе місто Сеговія та її Акведук (архітектурно-містобудівний опис)
Сего́вія (ісп. Segovia) — місто в Іспанії з населенням близько 55 тисяч мешканців, адміністративний центр провінції Сеговія в Кастилії і Леоні. Місто розташоване за 90 км на північний захід від Мадрида на скелястій височині між річками Ересма і Кламорес. Разом з Толедо і Авілою, це одне з трьох міст-музеїв, розташованих поблизу іспанської столиці. З 1985 року історичний центр Сеговії занесений до списку Світової спадщини ЮНЕСКО.

## Історія Старого Міста Сеговії та акведука
Перші згадки про Сеговію вказують що це було кельтським містом, яке потім було передане римлянам, ймовірно після битви в 75 р до н.е., де Метелл отримав перемогу. 
Під час римського періоду поселення належало до одного з численних сучасних латинських монастирів. Вважається, що місто було покинутим після навали ісламу в Іспанії декілька століть пізніше.  Після завоювання Толедо Альфонсом VI з Леона і Кастилії, Сеговія почала заповнюватися християнами з північної частини півострова. Таким чином збільшувався вплив короля і на інші території його правління.
Розміщення Сеговії на торговельних маршрутах стало важливим центром торгівлі вовною і текстильною промисловістю.
Кінець середньовіччя був наче золота доба для Сеговії, зі зростаючим єврейським населенням і створенням основи для потужного полотняного виробництва. Кілька чудових творів готичної архітектури були також завершені протягом цього періоду. 
Як і більшість кастильських текстильних центрів, Сеговія вступила у повстання під командуванням Хуана Браво, яке було невдалим. Проте, завдяки текстильній промисловості, економічний бум тривав до кінця XVI ст. і населення Сеговії
виросло до 27 тисяч у 1594 році. Упродовж XVII ст. у Сеговія була в занепаді як і майже всі міста Кастилії . Станом на 1694 рік населення було тільки 8000 жителів.
На початку XVIII ст. була спроба оживити текстильну промисловість, яка завершилась невеликим успіхом. У другій половині століття, Чарльз III зробив ще одну спробу відродити торгівлю в регіоні, за рахунок вовняного виробництва. Тим
не менш, це виробництво було не конкурентоспроможним, тому король відмовився його спонсорувати в 1779 році. У 1764 році відкрилась Королівська школа артилерії -  перша військова академія в
Іспанії. Ця академія і досі є у місті. Під час війни за незалежність у 1808 році місто було звільнено французькими військами. Під час Першої Кастильської війни, війська під командуванням Дона Карлоса безуспішно атакували місто. У ХІХ ст. – початку ХХ ст. відносна економічна стабільність сприяла демографічному росту у Сеговії.
За мурами історичної Сеговії є багато інших будівель, які збереглися майже повністю. З ХІ ст., як частина зовнішньої стіни, стоїть фортеця Алькасар, а біля центральної площі міста – готичний собор XVI ст. 
Також слід зазначити, романські церкви в місті мали типові атріуми, датовані ХІ-ХІІ ст. Серед цивільних будівель, є більш ніж 20 видатних романських. Це ряд палаців споруджених в XIV-XV ст.
Добре збережені фасади історичного міста Сеговія оточити екстраординарну колекцію будівель, серед яких Римський акведук виділяється завдяки своїй красі і унікальності, котрі роблять його орієнтиром міста. 
Римський акведук в Сеговії, ймовірно, побудований в другій половині І ст., на диво добре зберігся. Ця вражаюча споруда з двома ярусами арок є частиною композиції чудового історичного міста Сеговія. Акведук
- багатовікове римська будівництво. Був споруджений, щоб направити воду з річки Фріо (river Frio) до Сеговії, близько 18 км. Вона складається з двох рядів аркад, що спираються на 128 стовпів і сягає максимальної висоти 28,5 м. 
Він був побудований з тесаного гранітного каменю без розчину і став шедевром римської архітектури. Ця величезна споруда не датована, хоча методи її будівництва дозволяють порівнювати з «Аква
Клавдія» ("Aqua Claudia") в Римі, який був побудований між 38 і 52 н.е. Недавні розкопки біля основи колон підтверджують, що Акведук у Сеговії був побудований в 50-х роках н.е. Був відреставрований вкінці XV ст. та зберігається і
використовується досі. [2]

## Архітектурно-містобудівний опис
Планувальна структура міста Сеговія свідчить про складні історичні реалії. Його квартали, вулиці, будинки закладені у відповідності із соціальною структурою та належать до однієї із культурних спільнот. Маври, християни й юдеї співіснували протягом тривалого часу в середньовічному місті і працювали разом під час виробничого буму XVI ст.  Усі складові частини створеного навколишнього середовища: від внутрішньої архітектури до великих релігійних і військових структур, можна знайти в Сеговії в широкому діапазоні методів і стилів будівництва. [3]
 Акведук у Сеговії - символ міста, є найвідомішим з цих інженерних подвигів внаслідок своєї монументальності, відмінному стану збереження та розташування в одному з найкрасивіших міських місць у світі. [3] 
 В плані має ламану форму з 4-ох прямих ліній (як показано на схемі). Перша частина має 65 м довжини, складається на 6 арок до 7 м висоти. Друга частина має 159 м довжини, 25 арок до 8м висотою. Третя частина має 281 м  довжини, 44 арки і 12 м висоти.
Нарешті, найбільш відомою є четверта частина. Вона складається з 43 двоярусних арок і двох одноярусних: першої і останньої. Ці арки завершуються в стіні. Від стіни до загальної дамби було 9 одномісних арок: тільки чотири дійсно залишилися. Це 29 м на найвищому рівні його найвищої зони. [4] 

## Пам'ятко-охоронна специфікація Старого Міста в Сеговії
Сеговія налічує понад 70 пам'яток
архітектури, котрі зараз перебувають у досить хорошому стані. На схемі карти є
позначено ті пам'ятки, котрі мають історичну цінність. Більшість з них
охороняється законом. Це місто-музей. [1]
З-поміж усіх унікальних архітектурних пам'яток в місті можна виділити три найбільш відомі: 
- акведук (Acueducto),
- кафедральний собор (Catedral de Nuestra Senora de la Asuncion y de San Frutos),
- фортеця Алькасар (El Alcázar).

## Акведук і його збереження

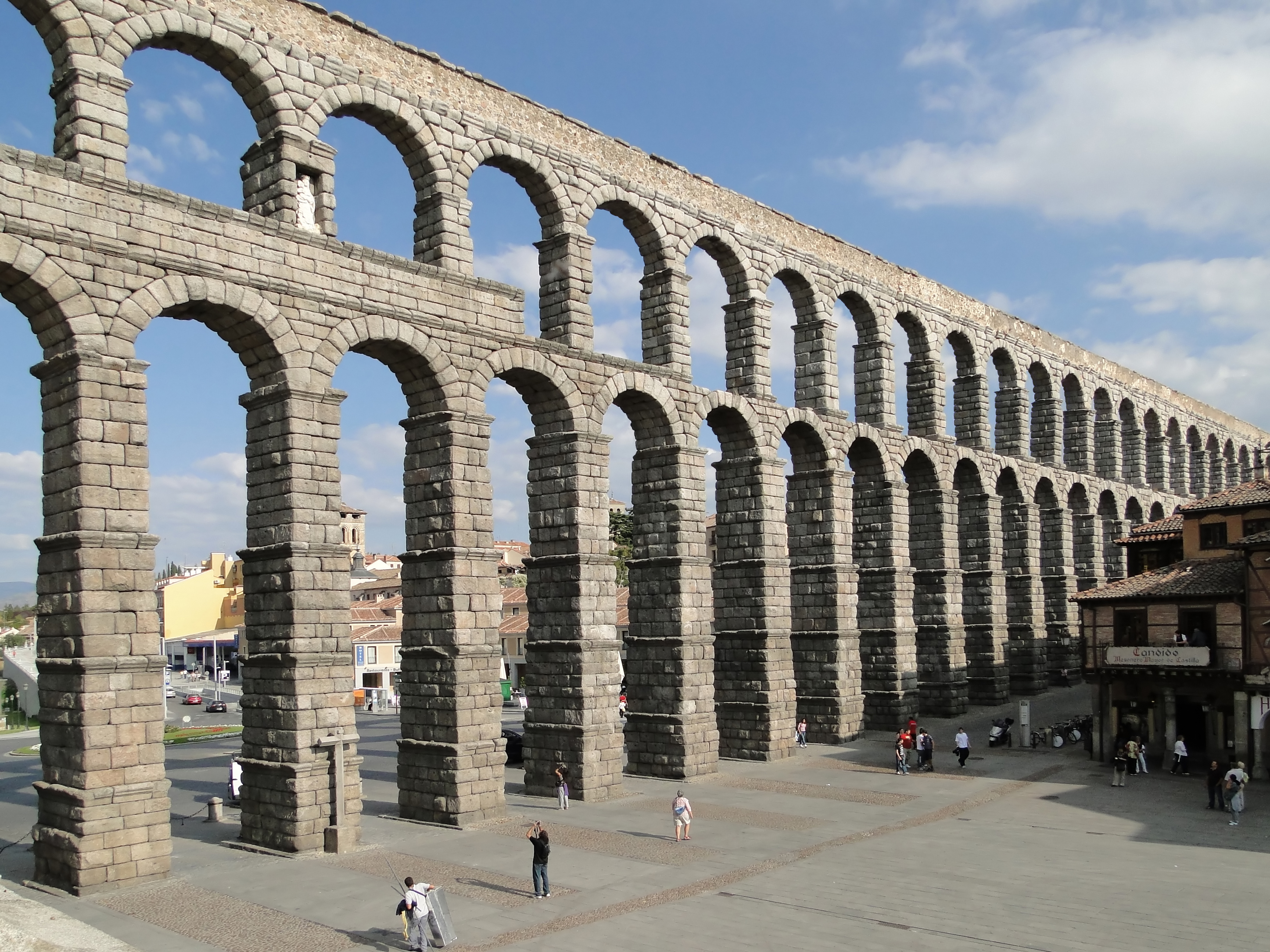
Акведук

Він переніс кілька часткових реставрацій, перебудов і, навіть, часткової ліквідації каменю, особливо карнизи. [4] 
Перша реконструкція водогону відбулася під час правління короля Фердинанда і королеви Ізабелли, відомих
як Рейс Католікос (Reyes
Católicos) і
католицьких монархів. Дон Педро Меса, настоятель
монастиря
де-Санта-Марія-дель-Паррал, очолював
проект. Загалом
було відновлено 36 арок. Роботи проводились дуже обережно, щоб
не змінити автентичної
кладки та стилю. Пізніше,
в XVI ст. в
центральній ніші була розміщена статуя св. Богородиці. [5] 
Акведук є найбільш важливою
пам'яткою архітектури міста. 
Він функціонував протягом століть і зберігся у
відмінному стані. Він постачав воду в місто до середини ХІХст. Руйнування кам'яних блоків, витік води з верхньої естакади спричиняли погіршення стану кладки з каменю і тріщини. [5]  
В минулому столітті (1929-30рр.) відбулася
заміна бетонного трубопроводу, яким в XVI ст. було замінено автентичний
дерев'яний. Також відбувався розпад кладки, в основному внаслідок впливу
вібрації, викликаної рухом важких вантажівок та наявністю газових домішок у
повітрі. Ця проблема була вирішена зміною напрямків руху транспорту та покриттям
каменю консерваційними розчинами. В результаті погано спланованої політики
міського розвитку було пошкоджено оточення пам'ятки, що ускладнило її належне
зберігання. [6]
  Сьогодні, на площі поблизу акведука, дуже
багато громадських закладів: готелів, ресторанів, музеїв. Це підвищує
популярність пам'ятки та допомагає підтримувати її в належному стані. Нічні
підсвітки будинків поблизу акведука є дуже вигідними і створюють додатковий
інтерес до пам'ятки навіть вночі. Попри це акведук є діючий, а не просто
експонат з минулого. Мешканці Сеговії віддають перевагу воді з акведука, аніж водопровідній.Це означає,
що і зараз акведук, окрім естетичної
привабливості,
відмінно виконує своє основне завдання
спорудження
– забезпечення водою міста. [7] 

## Кафедральний собор (Catedral de Nuestra Señora de la Asunción y de San Frutos)
Кафедральний собор вважається останнім збудованим
в Іспанії готичним собором в стилі пізньої готики. Він
розташований у найвищій точці
міста,
тому
його добре видно з усіх боків.
[1]
   Старий собор,
збудований ще в ХІІ столітті,
був
зруйнований у 1521 під час повстання комунерос, тож
замість відбудовувати його було вирішено спорудити новий. Від старого храму збереглася лише
галерея. Собор було закладено за наказом Карла І в 1525 році. Почав будівництво
саламанський
архітектор Хуан Гіль де Онтаньон,
продовжив його син Родріго Гіль де Онтаньон.
Спорудження затяглося і тривало більш як двісті роки – хоча основні роботи
припали на 1525-1577 роки, але будівництво тривало аж до XVIII
століття. [8]
  Розміри собору 105 метрів у довжину, 50
метрів у ширину, 33 у висоту, висота ж дзвіниці 88 метрів. Первісно дзвіницю
вінчав шпиль, а її загальна висота досягала 100 метрів. У 1614 році під час
грози блискавка влучила у башту і викликала пожежу тож дзвіницю довелося
перебудувати через що вона стала на 12 метрів нижча, а шпиль замінили сучасним
куполом. До середини XX століття дзвонарі жили в самій
дзвіниці. [8]

## Фортеця Алькасар (El Alcázar)
Алькасар у Сеговії — фортеця
у місті
Сеговії, у минулому певний час була
королівською
резиденцією. [1]
  Фортеця розташована на околиці сучасного
міста на виступі над урвищем
(внизу злиття річок
Кламорес та Ересми). Колись
на цьому місці було кельтське укріплення, потім римське. За часів маврів тут
буле дерев'яне укріплення, яке у 1085 році відвоювали кастильці.
Перша згадка про алькасар
у
Сеговії була
раніше1155 року.
За правління Альфонсо VIII
Кастильського будується кам'яна
фортеця, а замок у Сеговії стає одним з найважливіших пунктів оборони усієї
Кастилії. Пізніше алькасар багато разів добудовувався. [9]
  Сучасного вигляду алькасар набув після
будівництва 1410–1455 років. За Філіпа ІІ в 1587 році його накрили сланцевою
черепицею, що вважається останньою перебудовою замку — з тих часів він лише
реконструювався. За
правління Філіпа ІІ
замок
став державною в'язницею. Лише
в середині XVIII
століття
алькасар було відреставровано і за
наказом Карла III у 1764 перетворено на Королівську
Артилерійську школу. Після пожежі 1828 року фортецю було реконструйовано. В XIX столітті
тут був коледж для офіцерів, ще пізніше державний архів.
З 1953
року в алькасарі створено музей в 11 залах. [9]

## Сучасний стан Сеговії
Історичне місто Сеговія є унікальною пам’яткою
Іспанії, внесеною в 1985р. до спадщини ЮНЕСКО. Місто налічує понад 70 пам’яток,
майже всі збережені
та
знаходяться в хорошому стані. XVI-XVII ст. були досить складними для
Сеговії. Повстання громадян та економічна криза не дозволяли повноцінно
підтримувати пам’ятки в належному стані, але згодом, після війни в 1808р.,
почали реставрувати багато з них. На той момент, вчасна відбудова пам’яток дозволила
зберегти їх до сьогодні.
  Місто Сеговія розташоване на
пагорбі та оточене обривами з півночі, північного сходу та південного заходу.
Сеговія зберегла свої оборонні мури, котрі зараз запобігають зсуву міста в
річку. Місто немає якоїсь визначеної системи кварталів, головної осі чи загального
стилю. Всі будинки дуже різні, а квартали будувалися в залежності від
соціально-культурної структури. Цікавим є поєднання різних стилів, невеликих
площ, скверів, житлових та сакральних кварталів. 
  Найвідоміші пам’ятки міста – акведук
(Acueducto), кафедральний
собор
(Catedral
de Nuestra Senora de la Asuncion y de San Frutos),фортеця Алькасар
(El Alcázar). Їх
періоди реставрації та перебудови є описані в останньому розділі реферату.
Акведук в Сеговії вважається символом міста. Його величність та унікальність
прикрашають місто. Він був двічі реставрований і, проіснувавши майже 2
тисячоліття, є діючим. Мешканці дуже охоче користуються водою з акведука.
  Зараз місто є туристичним та
охороняється його історична цінність. Багато пам’яток мають влаштовану
підсвітку, що підвищує інтерес туристів до міста вночі. 

## Список використаних джерел
Василюк Р.С. Старе місто Сеговія та її Акведук. // Кафедра реставрації архітектурної та мистецької спадщини Національного університету "Львівська Політехніка": реферат студента, 2014. - 17 с.
1.[[:en:Segovia|Segovia]
2.http://heindorffhus.motivsamler.dk/worldheritage/frame-SpainSegovia.htm
3.http://whc.unesco.org/en/list/311
4.http://www.spanisharts.com/arquitectura/imagenes/roma/i_segovia_acueducto.html
5.[[:en:Aqueduct_of_Segovia|Aqueduct of Segovia]
6.http://moniek-nescopostcards.blogspot.com/2012_05_01_archive.html
7.http://www.pizzatravel.com.ua/eng/spain/60/segovia.html
8.[[:en:Segovia_Cathedral|Segovia Cathedral]
9.[[:en:Alcázar_of_Segovia|Alcázar of Segovia]
1. ↑  * Назва в офіційному англомовному списку